# Tour de France 2007
Tour de France 2007 var den 94. udgave af Tour de France der fandt sted i perioden 7. – 29. juli 2007. For tredje gang gik touren igennem England. Touren startede med en prolog i London, og første etape gik til Canterbury, Kent.
For første gang i historien var der ingen rytter, som kørte med startnummer 1 i Tour de France. Sidste års vinder Floyd Landis, som blev taget for doping, var endnu ikke officielt frataget sejren, men Tour de France-arrangøren ville alligevel ikke lade nogen køre med tallet.
På grund af alle dopingsagerne tidligere i 2007 blev alle rytterne opfordret til at skrive under på antidopingkontrakten fra UCI før start. På trods af dette blev løbet endnu engang præget af dopingafsløringer. Blandt de mest kendte ryttere var Alexander Vinokurov og Cristian Moreni, der blev udelukket undervejs, og Iban Mayo, der umiddelbart efter løbet blev afsløret i en positiv EPO-test. 
Den mest spektakulære skandale handlede om den danske rytter Michael Rasmussen, der efter to etapesejre og med udsigt til den endelige samlede sejr, blev udelukket af sit eget hold Rabobank, fordi holdledelsen mente, at han havde løjet om sit opholdssted før Tour de France og dermed havde gjort det svært for dopingkontrollen at besøge ham under træningen. Michael Rasmussen blev dopingtestet adskillige gange undervejs, men alle tests var negative.
Vinder af løbet blev Alberto Contador med Cadel Evans og Levi Leipheimer på de øvrige podiepladser med blot 31 sekunders forskel mellem Contador og Leipheimer (nr. 1 og 3). Leipheimer blev dog senere diskvalificeret for doping. Tom Boonen vandt den grønne pointtrøje og Mauricio Soler den prikkede bjergtrøje.

## Etaperne
| Etape    | Dato     | Strækning                        | km    | Type  | Etapevinder         | Den gule trøje    |
| -------- | -------- | -------------------------------- | ----- | ----- | ------------------- | ----------------- |
| Prolog   | 7. juli  | London                           | 8     | ITT   | Fabian Cancellara   | Fabian Cancellara |
| 1.       | 8. juli  | London-Canterbury                | 203   | Flad  | Robbie McEwen       | Fabian Cancellara |
| 2.       | 9. juli  | Dunkerque-Gent                   | 167   | Flad  | Gert Steegmans      | Fabian Cancellara |
| 3.       | 10. juli | Waregem- Compiègne               | 236   | Flad  | Fabian Cancellara   | Fabian Cancellara |
| 4.       | 11. juli | Villers-Cotterêts-Joigny         | 190   | Flad  | Thor Hushovd        | Fabian Cancellara |
| 5.       | 12. juli | Chablis-Autun                    | 184   | Flad  | Filippo Pozzato     | Fabian Cancellara |
| 6.       | 13. juli | Semur-en-Auxois-Bourg-en-Bresse  | 200   | Flad  | Tom Boonen          | Fabian Cancellara |
| 7.       | 14. juli | Bourg-en-Bresse-Le Grand-Bornand | 197   | Bjerg | Linus Gerdemann     | Linus Gerdemann   |
| 8.       | 15. juli | Le Grand-Bornand-Tignes          | 165   | Bjerg | Michael Rasmussen   | Michael Rasmussen |
| Hviledag |          |                                  |       |       |                     |                   |
| 9.       | 17. juli | Val d'Isère-Briançon             | 161   | Bjerg | Mauricio Soler      | Michael Rasmussen |
| 10.      | 18. juli | Tallard-Marseille                | 229   | Flad  | Cédric Vasseur      | Michael Rasmussen |
| 11.      | 19. juli | Marseille-Montpellier            | 180   | Flad  | Robert Hunter       | Michael Rasmussen |
| 12.      | 20. juli | Montpellier-Castres              | 179   | Flad  | Tom Boonen          | Michael Rasmussen |
| 13.      | 21. juli | Albi                             | 54    | ITT   | Alexander Vinokurov | Michael Rasmussen |
| 14.      | 22. juli | Mazamet-Plateau-de-Beille        | 197   | Bjerg | Alberto Contador    | Michael Rasmussen |
| 15.      | 23. juli | Foix-Loudenvielle                | 196   | Bjerg | Alexander Vinokurov | Michael Rasmussen |
| Hviledag |          |                                  |       |       |                     |                   |
| 16.      | 25. juli | Orthez-Gourette-Col d'Aubisque   | 218   | Bjerg | Michael Rasmussen   | Michael Rasmussen |
| 17.      | 26. juli | Pau-Castelsarrasin               | 188   | Flad  | Daniele Bennati     | Alberto Contador  |
| 18.      | 27. juli | Cahors-Angoulême                 | 210   | Flad  | Sandy Casar         | Alberto Contador  |
| 19.      | 28. juli | Cognac-Angoulême                 | 55    | ITT   | Levi Leipheimer     | Alberto Contador  |
| 20.      | 29. juli | Marcoussis-Paris Champs-Élysées  | 130   | Flad  | Daniele Bennati     | Alberto Contador  |
|          |          | Totalt                           | 3.547 |       |                     |                   |

Noter: 

- Alexander Vinokurov er overstreget fordi han blev testet positiv for brug af doping under touren, og B-prøven viste sig også at være positiv.

## Deltagere
189 ryttere fra 26 forskellige nationer startede i årets Tour. Spanien var bedst repræsenteret med 41 ryttere, mens Frankrig havde 36. Danmark havde kun én rytter, Michael Rasmussen, med, det samme som Sverige og Finland (henholdsvis Thomas Lövkvist og Kjell Carlström), Norge havde to ryttere med, Kurt-Asle Arvesen og Thor Hushovd. Det baskiske hold Euskaltel-Euskadi var det eneste hold, hvor alle ryttere var fra det samme land (Spanien).
Der var ingen tidligere Tour de France-vindere, som deltog i årets Tour, men tre ryttere havde vundet den grønne pointtrøje, Erik Zabel (1996-2001), Robbie McEwen (2002, 2004, 2006) og Thor Hushovd (2005).
36 af rytterne havde vundet en etape i Tour de France tidligere: Boogerd, Boonen, Calzati, Cancellara, Cardenas, Fedrigo, Flecha, Freire, García Acosta, Halgand, Hincapie, Hushovd, Ivanov, Mayo, McEwen, Mensjov, Mercado, Millar, Moreau, O'Grady, Pereiro, Popovych, Pozzato, Rasmussen, Sastre, Savoldelli, Schleck, Tosatto, Valverde, Vasseur, Verbrugghe, Vinokurov, Voigt, Weening, Zabel og Zabriskie.
15 ryttere havde cyklet med den gule førertrøje: Boonen, Cancellara, Dessel, Hincapie, Hushovd, McEwen, Millar, Moreau, O'Grady, Pereiro, Vasseur, Voeckler, Voigt, Zabel og Zabriskie.
21 af rytterne, som kørte hele Giro d'Italia tidligere på året, var også med i Touren: Aerts, Arroyo, Arvesen, Bruseghin, Cañada, Cioni, Cortinovis, Dean, Förster, Jegou, Knees, Krauss, Lancaster, Mayo, Merckx, Parra, Rasmussen, Savoldelli, Tosatto, Vila og Zabriskie. I tillæg var der 10 ryttere, som havde startet i Giroen, men var udgået undervejs: Cancellara, Halgand, Hincapie, Hushovd, McEwen, Napolitano, Ongarato, Popovych, Voeckler og Wegelius.

### Hold
21 hold stillede til start ved løbet – alle havde 9 ryttere ved starten af Touren, 189 ryttere startede totalt. Holdene var:
| - Belgien Predictor-Lotto Quick Step-Innergetic - Danmark Team CSC - Frankrig Ag2r Prévoyance Agritubel * Bouygues Télécom Cofidis, le Crédit par téléphone Crédit Agricole Française des Jeux - Tyskland Gerolsteiner T-Mobile Team |  | - Italien Lampre-Fondital Liquigas Team Milram - Holland Rabobank - Spanien Caisse d'Epargne Euskaltel-Euskadi Saunier Duval-Prodir - Schweiz Astana - Storbritannien Barloworld * - USA Discovery Channel Pro Cycling Team |

* Wild card holdene.

## Favoritter før start
Uden sidste års vinder Floyd Landis og storvinderen Lance Armstrong til start, var det ingen som blev udpeget som klar favorit til at vinde Tour de France 2007 på forhånd. Blandt favoritterne er disse blevet nævnt: Alexander Vinokurov (Astana), Alejandro Valverde (Caisse d'Epargne), Carlos Sastre (CSC), Levi Leipheimer (Discovery Channel), Denis Mensjov (Rabobank), Cadel Evans (Predictor-Lotto), Óscar Pereiro Sio (Caisse d'Epargne), Fränk Schleck (CSC) og Andreas Klöden (Astana). Michael Rasmussen (Rabobank) var favorit til at vinde den prikkede bjergtrøje som han havde gjort de to foregående år.
| Rytter               | Hold                               | Noter                                                                                    |
| -------------------- | ---------------------------------- | ---------------------------------------------------------------------------------------- |
| Alexander Vinokourov | Astana                             | Startede ikke i 2006, 5. plads i 2005                                                    |
| Andreas Klöden       | Astana                             | 3. plads i 2006, vinder af Tirreno-Adriatico 2007                                        |
| Alejandro Valverde   | Caisse d'Epargne                   | Styrtede og udgik i 2006 og 2005, vinder af UCI ProTour 2006                             |
| Cadel Evans          | Predictor-Lotto                    | 5. plads i 2006                                                                          |
| Carlos Sastre        | Team CSC                           | 4. plads i 2006                                                                          |
| Levi Leipheimer      | Discovery Channel Pro Cycling Team | 13. plads i 2006                                                                         |
| Andrey Kashechkin    | Astana                             | Startede ikke i 2006, 2. plads i ungdomskonkurrencen i 2005                              |
| Denis Mensjov        | Rabobank                           | 6. plads i 2006                                                                          |
| Fränk Schleck        | Team CSC                           | Vinder af 15. etape til L'Alpe d'Huez i 2006, 11. plads sammenlagt                       |
| Christophe Moreau    | Ag2r Prévoyance                    | 8. plads i 2006, vinder af Dauphiné Libéré 2007                                          |
| Vladimir Karpets     | Caisse d'Epargne                   | Bedste unge rytter i 2004 Touren, vinder af Katalonien Rundt 2007 og Tour de Suisse 2007 |
| Alberto Contador     | Discovery Channel Pro Cycling Team | Vinder af Paris-Nice 2007                                                                |
| Michael Rogers       | T-Mobile Team                      | 10. plads i 2006; tre-gange Verdensmester i enkeltstart                                  |
| Óscar Pereiro Sio    | Caisse d'Epargne                   | 1. plads i 2006                                                                          |

| udgik |

| Sluttede i Top 5 |

## Doping
- Før den 10. etape blev det kendt, at T-Mobile-rytteren Patrik Sinkewitz havde været testet positivt af testosteron udenfor konkurrencen den 6. juni. Tyskeren var allerede ude af løbet, efter at han havde kørt ind i en tilskuer under afslutningen af 8. etape, hvor han blandt andet pådrog sig et brækket kraveben.

- De tyske tv-kanaler ARD og ZDF stoppede med at sende fra Tour de France efter dopingafsløringen.

- 19. juli blev det kendt, at Michael Rasmussen er fyret fra det danske cykellandhold for brud på meldepligten til dopingkontrollørerne før Tour de France. Rasmussen holdt en pressekonferencen på hviledagen i Touren, 24. juli, hvor han sagde, at han havde gjort en administrativ fejl, og at alle dopingprøver, som var taget under løbet, var negative.

- 24. juli kom det frem, at Alexandr Vinokurov var bloddopet, da han vandt den 13. etape i årets Tour. Efter at dopingafsløringen blev kendt, trak Vinokurovs hold, Astana, sig fra resten af Touren.

- Før starten på den 218,5 kilometer lange 16. etape protesterede 8 af Tour-holdene mod doping ved at lade være med at starte på etapen. De seks franske hold Ag2r, Agritubel, Française des Jeux, Bouygues Télécom, Cofidis og Crédit Agricole, samt de to tyske hold Gerolsteiner og T-Mobile dannede en forening kaldt MPCC (bevægelsen for en troværdig cykelsport).

- 25. juli kom det frem, at Cristian Moreni fra Cofidis-holdet havde aflagt en positiv prøve af testosteron efter den 11. etape i årets Tour. Moreni indrømmede, at han havde gjort en fejl. Cofidis-holdet, som tidligere på dagen havde protesteret mod doping, trak sig fra Touren samme dag.

- Michael Rasmussen blev om aftenen 25. juli udelukket fra Tour de France af sit hold, Rabobank, for at have løjet om sit opholdssted i ugerne før Touren. Han skal have været observeret i Italien, mens han påstod at han var i Mexico. Det var brud på Rabobanks etiske regler. Rasmussen havde haft dopingmistanker hængende over sig, siden det blev kendt, at han havde brudt meldepligten før Touren.

- 27. juli blev det kendt at direktøren for Touren, Prudhomme, vil stoppe samarbejdet med Det internationale cykelforbund (UCI) efter dopingskandalerne under årets Tour.

- Natten til 28. juli gik der rygter om at endnu en rytter var taget i doping. Rytteren skulle være havet testet positivt efter den 14. etape og på det tidspunkt have en af trøjerne. Tour de France arrangøren ASO indtalte til pressekonference lørdag formiddag og tilbagebeviste dopingrygterne.

- 30. juli blev det offentliggjort, at Iban Mayo var testet positiv for brug af EPO. Testen blev taget under hviledagen 24. juli. Mayo blev umiddelbart suspenderet fra sit hold Saunier Duval-Prodir. Han vil blive smidt af holdet hvis B-prøven også er positiv.

## Andre hændelser
Den tyske cykelrytter Marcus Burghardt kolliderede med en Labrador retriever på 9. etape.
Sandy Casar kolliderede også med en hund under Touren

## Trøjernes fordeling gennem løbet
Noter
- (1) = Angiver Michael Rasmussens placering i det samlede klassement. Parentesen indeholder information om hans placering og point i bjergkonkurrencen,
- (2) = På første etape kørte Fabian Cancellara, vinderen af prologen i den gule førertrøje og Andreas Klöden bar den grønne pointtrøje.
- (3) = På ottende etape kørte Linus Gerdemann i den gule førertrøje og Mauricio Soler bar den hvide ungdomstrøje.
- (4) = På niende etape kørte Michael Rasmussen i den gule førertrøje og Sylvain Chavanel kørte i den prikkede bjergtrøje.
- (5) = På tiende til sekstende etape kørte Michael Rasmussen i den gule førertrøje og Mauricio Soler kørte i den prikkede bjergtrøje.
- (6) = Efter sekstende etape udgik Michael Rasmussen, og ingen bar den gule førertrøje på syttende etape.
- (7) = På attende til nittende etape kørte Alberto Contador i den gule førertrøje og Mauricio Soler i den prikkede bjergtrøje, så den hvide ungdomstrøje blev båret af Amets Txurruka.

## Resultater

### Sammenlagt
|    | Rytter             | Hold                 | Tid      |
| -- | ------------------ | -------------------- | -------- |
| 1  | Alberto Contador   | Discovery Channel    | 91:00.26 |
| 2  | Cadel Evans        | Predictor-Lotto      | + 0.23   |
| 3  | Levi Leipheimer    | Discovery Channel    | + 0.31   |
| 4  | Carlos Sastre      | Team CSC             | + 7.08   |
| 5  | Haimar Zubeldia    | Euskaltel            | + 8.17   |
| 6  | Alejandro Valverde | Caisse d'Epargne     | + 11.37  |
| 7  | Kim Kirchen        | T-Mobile             | + 12.18  |
| 8  | Yaroslav Popovych  | Discovery Channel    | + 12.25  |
| 9  | Mikel Astarloza    | Euskaltel            | + 14.14  |
| 10 | Óscar Pereiro Sio  | Caisse d'Epargne     | + 14.25  |
| 11 | Mauricio Soler     | Barloworld           | + 16.51  |
| 12 | Michael Boogerd    | Rabobank             | + 21.15  |
| 13 | David Arroyo       | Caisse d'Epargne     | + 21.49  |
| 14 | Vladimir Karpets   | Caisse d'Epargne     | + 24.15  |
| 15 | Chris Horner       | Predictor-Lotto      | + 25.19  |
| 16 | Iban Mayo*         | Saunier Duval-Prodir | + 27.09  |
| 17 | Frank Schleck      | Team CSC             | + 31.48  |
| 18 | Manuel Beltran     | Liquigas             | + 34.14  |
| 19 | Tadej Valjavec     | Lampre-Fondital      | + 37.08  |
| 20 | Juan José Cobo     | Saunier Duval-Prodir | + 37.14  |

Noter: 

- Efter afslutningen af løbet, blev det offentliggjort at Iban Mayo var blevet testet positiv for EPO på hviledagen den 24. juli 2007.

### Pointkonkurrencen
|    | Rytter             | Hold                  | Point |
| -- | ------------------ | --------------------- | ----- |
| 1  | Tom Boonen         | Quick Step-Innergetic | 256   |
| 2  | Robert Hunter      | Barloworld            | 234   |
| 3  | Erik Zabel         | Milram                | 232   |
| 4  | Thor Hushovd       | Crédit Agricole       | 186   |
| 5  | Sébastien Chavanel | Française des Jeux    | 181   |
| 6  | Daniele Bennati    | Lampre-Fondital       | 160   |
| 7  | Robert Förster     | Team Gerolsteiner     | 140   |
| 8  | Fabian Cancellara  | Team CSC              | 112   |
| 9  | Cadel Evans        | Predictor-Lotto       | 109   |
| 10 | Alberto Contador   | Discovery Channel     | 88    |

### Bjergkonkurrencen
|    | Rytter             | Hold                  | Point |
| -- | ------------------ | --------------------- | ----- |
| 1  | Mauricio Soler     | Barloworld            | 206   |
| 2  | Alberto Contador   | Discovery Channel     | 128   |
| 3  | Yaroslav Popovych  | Discovery Channel     | 105   |
| 4  | Cadel Evans        | Predictor-Lotto       | 92    |
| 5  | Laurent Lefevre    | Bouygues Télécom      | 85    |
| 6  | Juan Manuel Garate | Quick Step-Innergetic | 77    |
| 7  | Carlos Sastre      | Team CSC              | 74    |
| 8  | Juan José Cobo     | Saunier Duval-Prodir  | 68    |
| 9  | Levi Leipheimer    | Discovery Channel     | 64    |
| 10 | Haimar Zubeldia    | Euskaltel-Euskadi     | 64    |

### Ungdomskonkurrencen
|    | Rytter              | Hold               | Tid       |
| -- | ------------------- | ------------------ | --------- |
| 1  | Alberto Contador    | Discovery Channel  | 91:00.26  |
| 2  | Mauricio Soler      | Barloworld         | + 16.51   |
| 3  | Amets Txurruka      | Euskaltel          | + 49.34   |
| 4  | Bernhard Kohl       | Team Gerolsteiner  | + 1:13.27 |
| 5  | Kanstantsin Siutsou | Barloworld         | + 1:15.16 |
| 6  | Thomas Dekker       | Rabobank           | + 1:30.34 |
| 7  | Linus Gerdemann     | T-Mobile Team      | + 1:30.47 |
| 8  | Vladimir Gusev      | Discovery Channel  | + 1:33.50 |
| 9  | Thomas Lövkvist     | Française des Jeux | + 2:22.50 |
| 10 | Andriy Grivko       | Milram             | + 2:41.41 |

### Holdkonkurrencen
|    | Hold                 | Nation   | Tid       |
| -- | -------------------- | -------- | --------- |
| 1  | Discovery Channel    | USA      | 273:12.22 |
| 2  | Caisse d'Epargne     | Spanien  | + 19.36   |
| 3  | Team CSC             | Danmark  | + 22.10   |
| 4  | Rabobank             | Holland  | + 36.24   |
| 5  | Euskaltel-Euskadi    | Spanien  | + 46.46   |
| 6  | Saunier Duval-Prodir | Spanien  | + 1:44.33 |
| 7  | Predictor-Lotto      | Belgien  | + 1:50.21 |
| 8  | Lampre-Fondital      | Italien  | + 2:19.41 |
| 9  | Crédit Agricole      | Frankrig | + 2:25.44 |
| 10 | Ag2r Prévoyance      | Frankrig | + 2:26.08 |

### Mest angrebsivrige rytter
Igennem hele løbet
|   | Rytter         | Hold              |
| - | -------------- | ----------------- |
| 1 | Amets Txurruka | Euskaltel-Euskadi |

Etape for etape
|    | Rytter                        | Hold                         |
| -- | ----------------------------- | ---------------------------- |
| P  | Ikke aktuel                   | Prolog                       |
| 1  | Stéphane Auge                 | Cofidis Credit par Telephone |
| 2  | Marcel Sieberg                | Team Milram                  |
| 3  | Matthieu Ladagnous            | Française des Jeux           |
| 4  | Matthieu Sprick               | Bouygues Telecom             |
| 5  | Sylvain Chavanel              | Cofidis Credit par Telephone |
| 6  | Bradley Wiggins               | Cofidis Credit par Telephone |
| 7* | Linus Gerdemann               | T-Mobile Team                |
| 8* | Michael Rasmussen             | Rabobank                     |
| 9  | Yaroslav Popovych             | Discovery Channel Team       |
| 10 | Patrice Halgand               | Crédit Agricole              |
| 11 | Benoit Vaugrenard             | Francaise des Jeux           |
| 12 | Amets Txurruka                | Euskaltel-Euskadi            |
| 13 | Ikke aktuel                   | Enkelstart                   |
| 14 | Antonio Colom                 | Astana                       |
| 15 | Alexandre Vinokourov          | Astana                       |
| 16 | Juan Mauricio Soler Hernandez | Barloworld                   |
| 17 | Jens Voigt                    | Team CSC                     |
| 18 | Sandy Casar                   | Francaise des Jeux           |
| 19 | Ikke aktuel                   | Enkelstart                   |
| 20 | Freddy Bichot                 | Agritubel                    |

* – Vinder af etapen
Gul – Rytter i førertrøjen
Lyseblå – Vinder af etapen

### UCI ProTour point tildelt
|    | Rytter               | Hold                  | Point |
| -- | -------------------- | --------------------- | ----- |
| 1  | Alberto Contador     | Discovery Channel     | 113   |
| 2  | Cadel Evans          | Predictor-Lotto       | 88    |
| 3  | Levi Leipheimer      | Discovery Channel     | 75    |
| 4  | Carlos Sastre        | Team CSC              | 55    |
| 5  | Alejandro Valverde   | Caisse d'Epargne      | 53    |
| 5  | Haimar Zubeldia      | Euskaltel-Euskadi     | 53    |
| 7  | Kim Kirchen          | T-Mobile Team         | 45    |
| 8  | Yaroslav Popovych    | Discovery Channel     | 35    |
| 9  | Mikel Astarloza      | Euskaltel-Euskadi     | 30    |
| 10 | Tom Boonen           | Quick Step-Innergetic | 28    |
| 11 | Fabian Cancellara    | Team CSC              | 25    |
| 11 | Óscar Pereiro Sio    | Caisse d'Epargne      | 25    |
| 11 | Michael Rasmussen    | Rabobank              | 25    |
| 14 | Daniele Bennati      | Lampre-Fondital       | 23    |
| 15 | Thor Hushovd         | Crédit Agricole       | 20    |
| 15 | Alexander Vinokourov | Astana                | 20    |
| 17 | Erik Zabel           | Team Milram           | 16    |
| 18 | Sandy Casar          | Française des Jeux    | 15    |
| 18 | Michael Boogerd      | Rabobank              | 15    |
| 20 | Óscar Freire         | Rabobank              | 13    |
| 20 | Vladimir Karpets     | Caisse d'Epargne      | 13    |
| 20 | Filippo Pozzato      | Liquigas              | 13    |
| 23 | David Arroyo         | Caisse d'Epargne      | 12    |
| 24 | Iban Mayo            | Saunier Duval-Prodir  | 11    |
| 25 | Linus Gerdemann      | T-Mobile Team         | 10    |
| 25 | Robbie McEwen        | Predictor-Lotto       | 10    |
| 25 | Gert Steegmans       | Quick Step-Innergetic | 10    |
| 25 | Cedric Vasseur       | Quick Step-Innergetic | 10    |
| 29 | Chris Horner         | Predictor-Lotto       | 8     |
| 29 | Andreas Klöden       | Astana                | 8     |
| 31 | Markus Fothen        | Team Gerolsteiner     | 5     |
| 31 | Iñigo Landaluze      | Euskaltel-Euskadi     | 5     |
| 31 | Axel Merckx          | T-Mobile Team         | 5     |
| 31 | Frank Schleck        | Team CSC              | 5     |
| 35 | Manuel Beltran       | Liquigas              | 4     |
| 36 | Michael Albasini     | Liquigas              | 3     |
| 36 | Martin Elmiger       | Ag2r Prévoyance       | 3     |
| 36 | Murilo Fisher        | Liquigas              | 3     |
| 36 | David de la Fuente   | Saunier Duval-Prodir  | 3     |
| 36 | George Hincapie      | Discovery Channel     | 3     |
| 36 | Laurent Lefevre      | Ag2r Prévoyance       | 3     |
| 36 | Danilo Napolitano    | Lampre-Fondital       | 3     |
| 36 | Tadej Valjavec       | Lampre-Fondital       | 3     |
| 44 | Juan José Cobo       | Saunier Duval-Prodir  | 2     |